# مقبلات

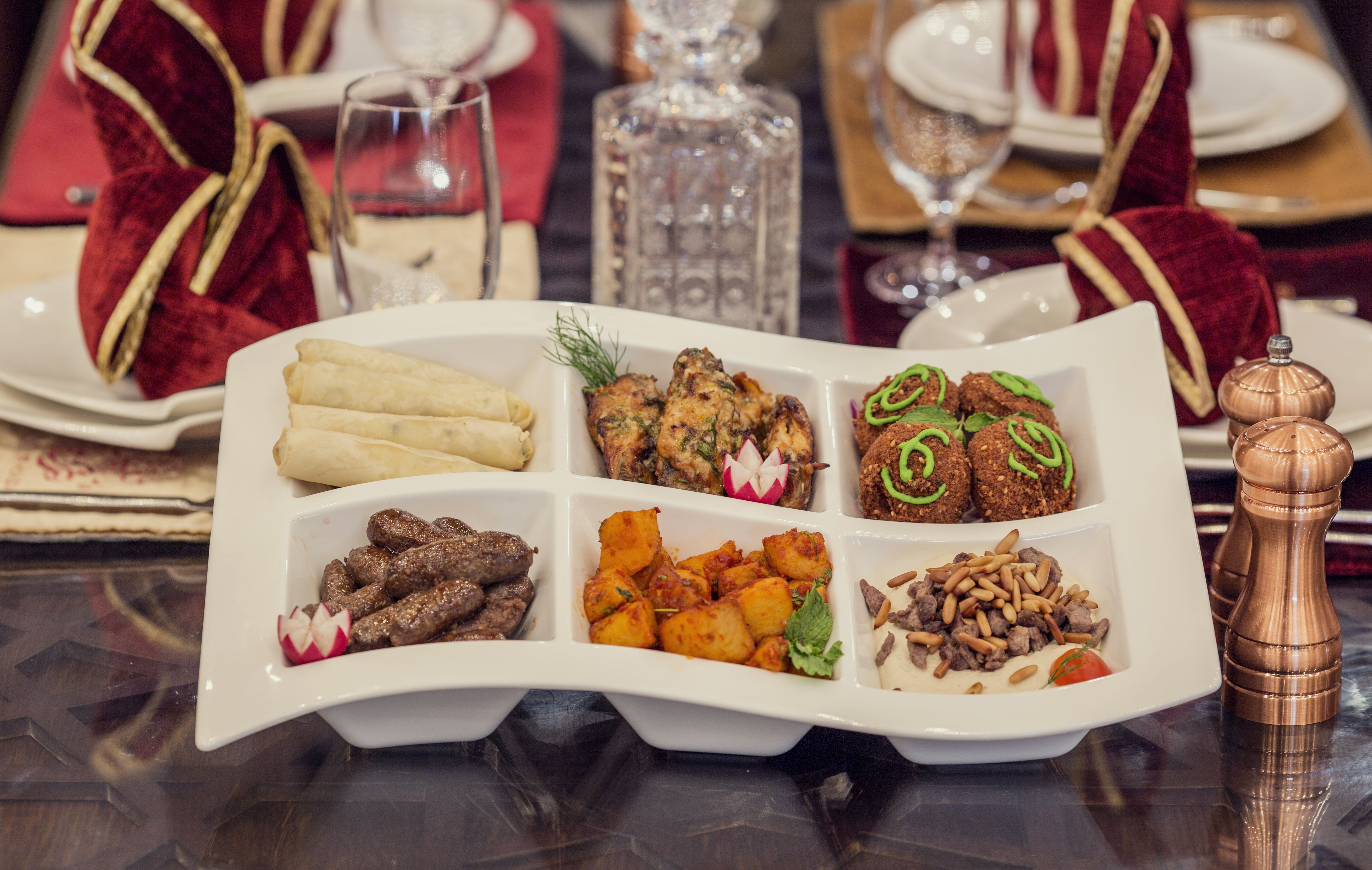
مقبلات منها الفلافل والبوراك والسجق.

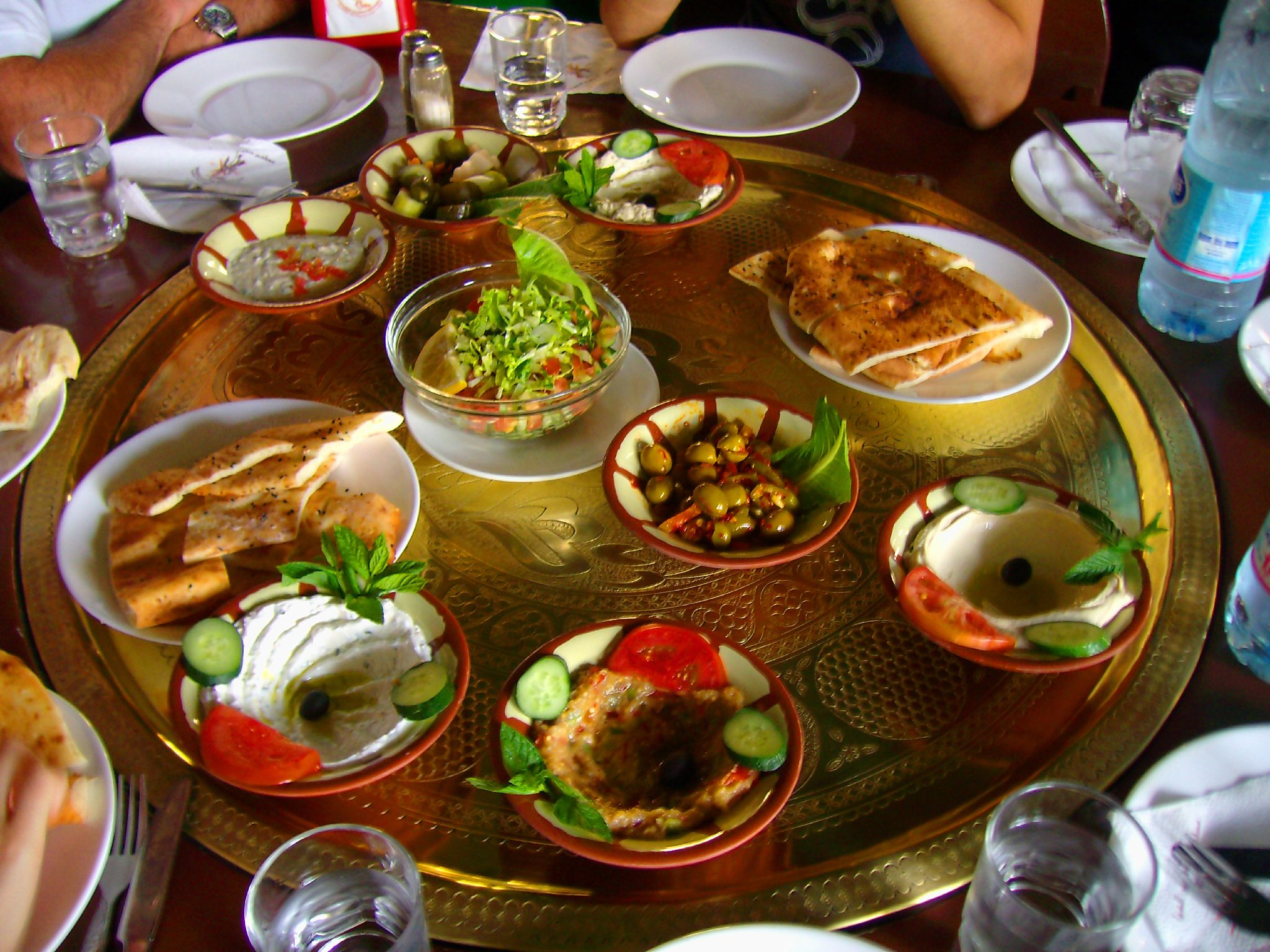
المقبلات الأردنية

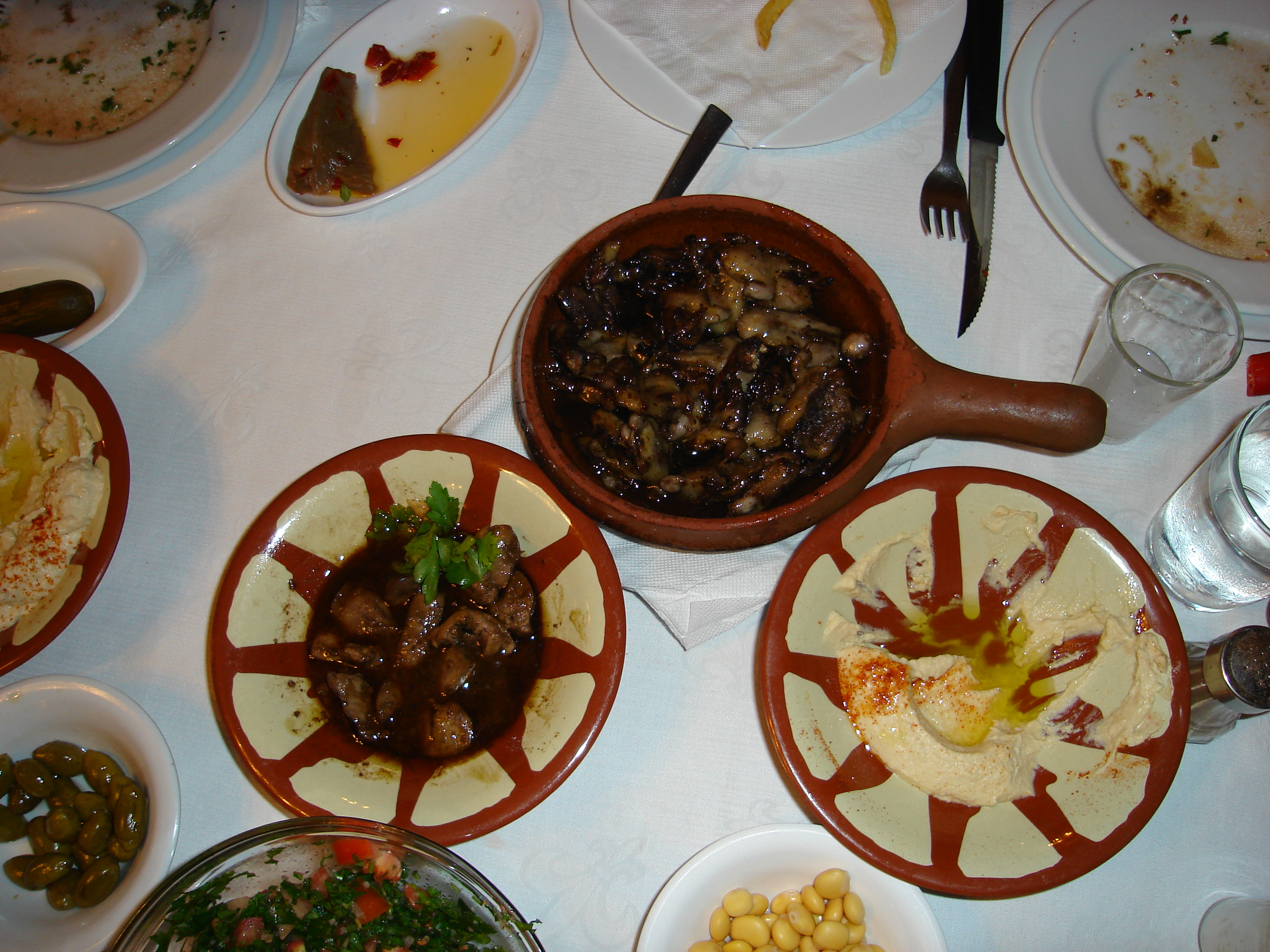
مزة لبنانية

المقبلات أو المشهيات أو المزة (في الشام) أو المفتحات (في تونس) هي مادة غذائية من الخضار أو الفاكهة تكون مطبوخا أو مخللا أو مفرومًا وعادة ما يُستخدم كـتوابل خصوصًا لتجميل الطبق الرئيسي. أي هي عبارة عن مجموعة من الأكلات الصغيرة والتي يتم تقديمها إذا كان هناك فترة انتظار طويلة بينما يصل الضيوف وتناول الوجبة الرئيسية، وهذه أيضا قد تخدم غرض ادامة الضيوف أثناء انتظار طويل. ويعتبر الكافيار نوع من المقبلات الغالية الراقية.
ومن الأمثلة عليه المربى والصلصات و«المقبّل» الأشهر في أمريكا الشمالية، وهو شرائح الخيار المخلل التي تؤكل مع الـنقانق أو الـهامبرغر. ومن أطباق المقبلات المشهورة في البلدان العربية:

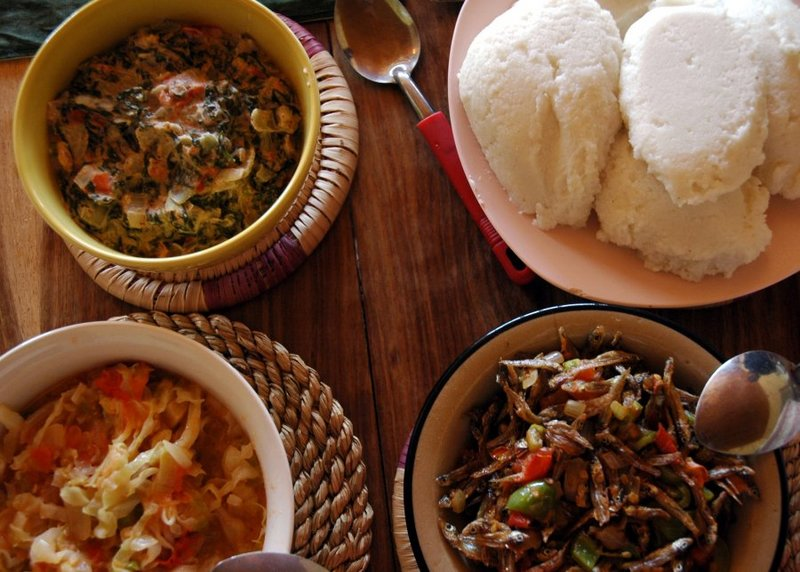
في هذه الصورة، تم استخدام ثلاثة مقبلات مع النشيما (في أعلى الزاوية اليمنى، وهو منتج من دقيق الذرة يتم إعداده في المطبخ الإفريقي)

- بابا غنوج أو المتبّل
- حمص أو حمص بطحينة
- كبة
- لبنة
- تبولة
- فتوش
- ورق العنب
- المخلل

## الوصفة والمكونات

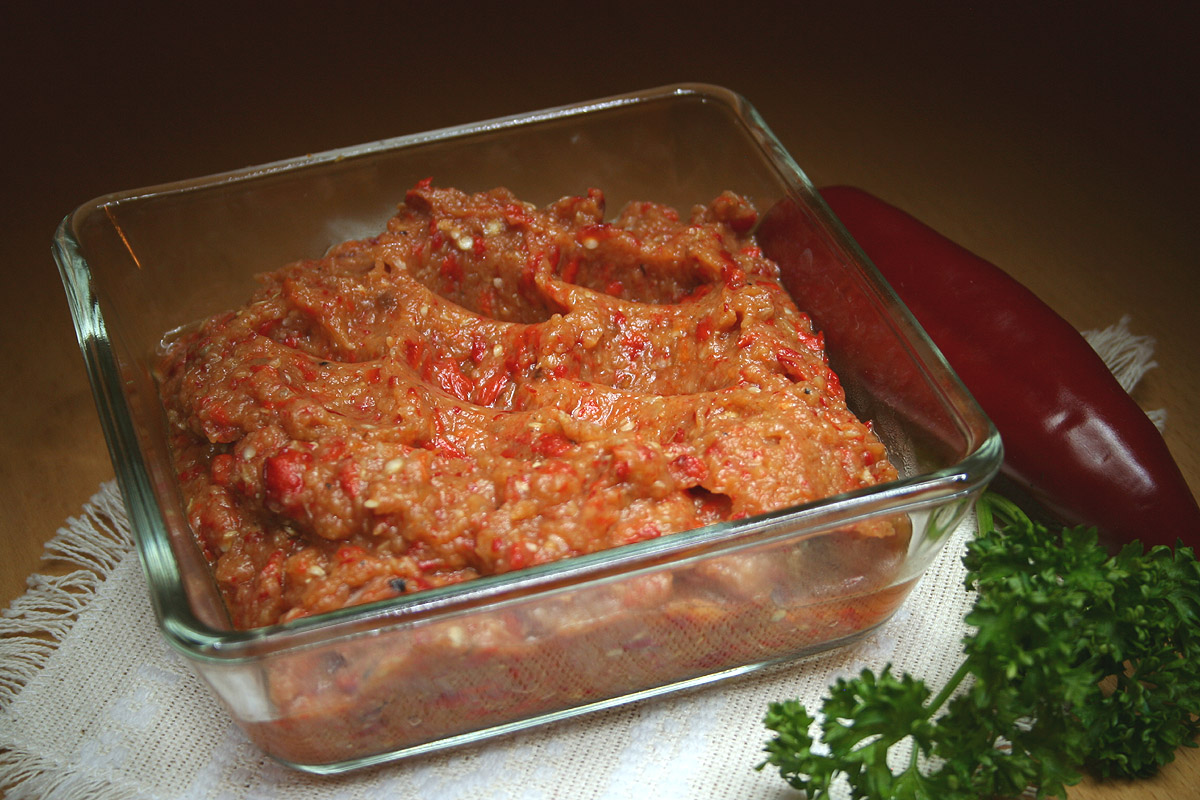
كيوبولو (Кьопоолу)، طبق مقبّلات من البلقان مصنوع من الفلفل الأحمر والباذنجان والثوم

تتكون عناصر هذا الطبق عمومًا من قطع الخضار أو الفاكهة القابلة للتمييز في صلصة، على الرغم من ثانوية دور الصلصة بجانب قطع الخضار أو الفاكهة. وقد تتكون من نوع واحد من الخضار أو الفاكهة، أو مزيج منهما. وربما تكون هذه الفواكه أو الخضراوات مفرومة فرمًا خشنًا أو ناعمًا، ولكن بشكل عام لا يكون مذاق المقبّل طيبًا مثل التوابل المصنوعة من الصلصة، مثل الكاتشب. وربما يكون الإحساس بالطعم العام حلوًا أو لاذعًا، حارًا أو لطيفًا، ولكن دائمًا ما تكون هناك نكهة قوية تُكمل أو تضاف إلى المادة الغذائية الأساسية التي يتم تقديمها.
وربما جاء استخدام المقبلات من الحاجة إلى الحفاظ على الخضراوات في فصل الشتاء. ففي الهند (حيثما نشأ إعداد المقبلات)، تشمل المقبلات عادة إما الخضراوات أو الأعشاب أو الفواكه.[بحاجة لمصدر]

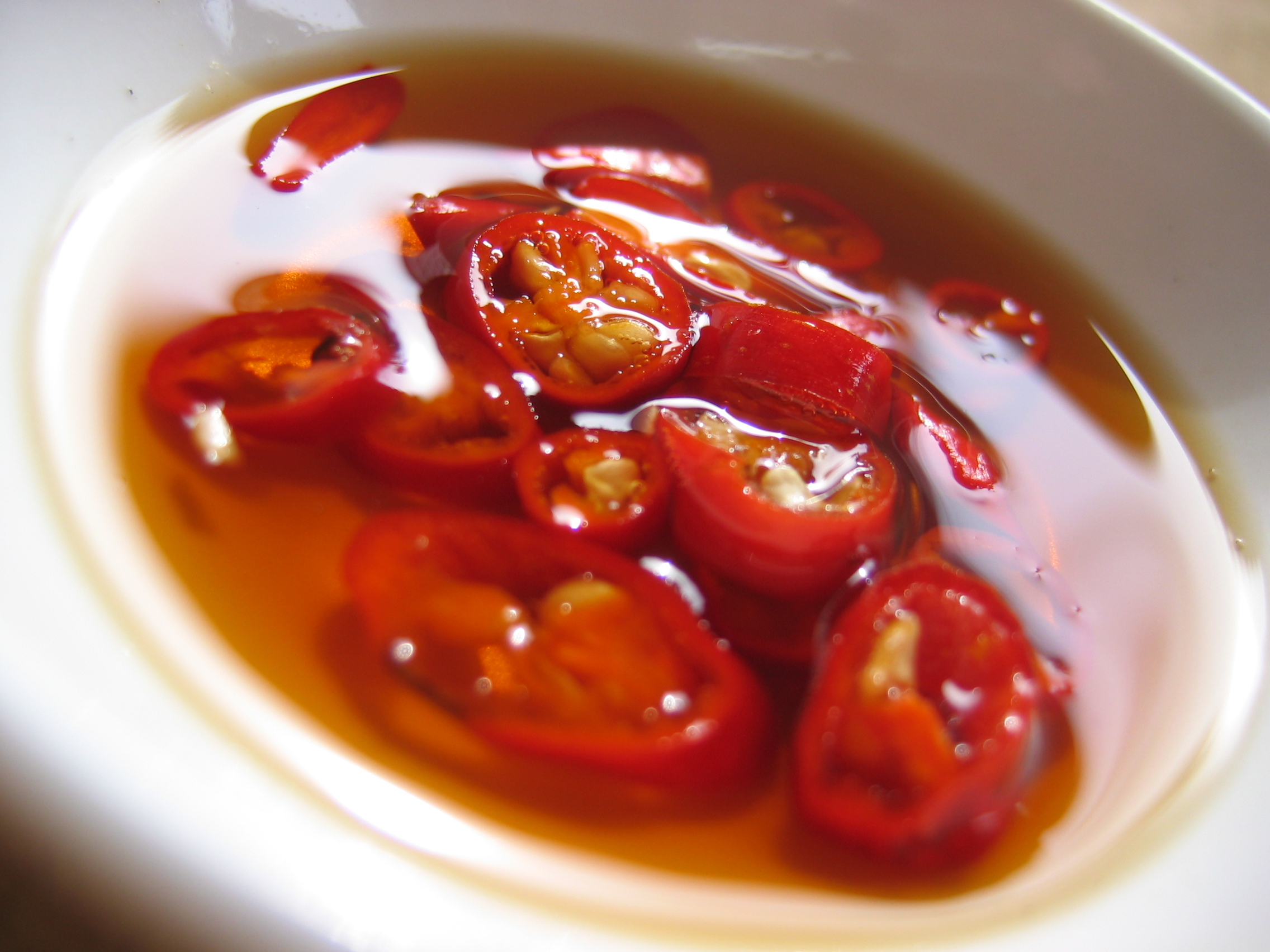
شرائح الفلفل الحار في صلصة الصويا، وهو مقبّل من آسيا

في الولايات المتحدة، تُصنع أكثر المقبلات شيوعًا والمتاحة تجاريًا من الخيار المخلل ومعروفة في تجارة الأغذية باسم المقبلات المخللة. وهناك نوعان مختلفان منها هما مقبلات الهامبرغر (مقبلات مخللة في صلصة الكاتشب) ومقبلات النقانق (مقبلات مخللة في صلصة المسطردة). وتشمل المقبلات التجارية الأخرى، المتاحة بسهولة في الولايات المتحدة، مقبّل الذرة. وتعتبر شركات هاينز (Heinz) وفلاسيتش (Vlasic) وكلاوسن (Claussen) من الشركات المعروفة في الولايات المتحدة كمنتجين للمخللات والمقبلات. كما تعد شركة برانستون (Branston) واحدة من أفضل الشركات المعروفة بصناعة المخللات في المملكة المتحدة.
يعد مقبل الرجل النبيل (Gentleman's Relish) من المقبّلات البارزة، والتي اخترعها بن إلفين (Ben Elvin) عام 1828 ويحتوي على الأنشوجة المتبلة. وعادة ما يوضع القليل منه فوق الزبدة غير المملحة على الخبز المحمص.
في أمريكا الشمالية، تُستخدم المقبّلات بشكل أكثر شيوعًا في كندا وألاسكا من الولايات المتحدة على المواد الغذائية مثل الهامبرغر والنقانق. حيث لا تضع سلاسل مطاعم الوجبات السريعة الأمريكية المقبّلات عادة على الهامبرغر حتى في مراكزها في كندا وألاسكا، بينما تضعها سلاسل مطاعم الوجبات السريعة الكندية (مثل هارفي) كخيار عادي تمامًا مثل الكاتشب والمسطردة، إلخ. وتستخدم سلاسل مطاعم الوجبات السريعة الأمريكية المخللات العادية بشكل كبير. وإذا تم تقديمها كأحد الخيارات في المراكز الكندية لمطاعم الوجبات السريعة الأمريكية (مثل مطاعم ويندي)، فإنها عادة ما تُقدم في أكياس صغيرة فردية تأتي مع الطعام بدلاً من إضافتها فوق البرغر. وتقدِم المطاعم ومطاعم الوجبات السريعة والملاعب الرياضية في كندا المقبّلات بشكل بارز كإضافة على الهامبرغر والنقانق بجانب الكاتشب والمسطردة، بينما يعتبر ذلك أقل شيوعًا في الولايات المتحدة (بالرغم من تنوع المقبلات في الولايات المتحدة).

## أنواع النكهات
- آتشارا
- آجفار
- بوستونجيركا
- برانستون (أغذية)

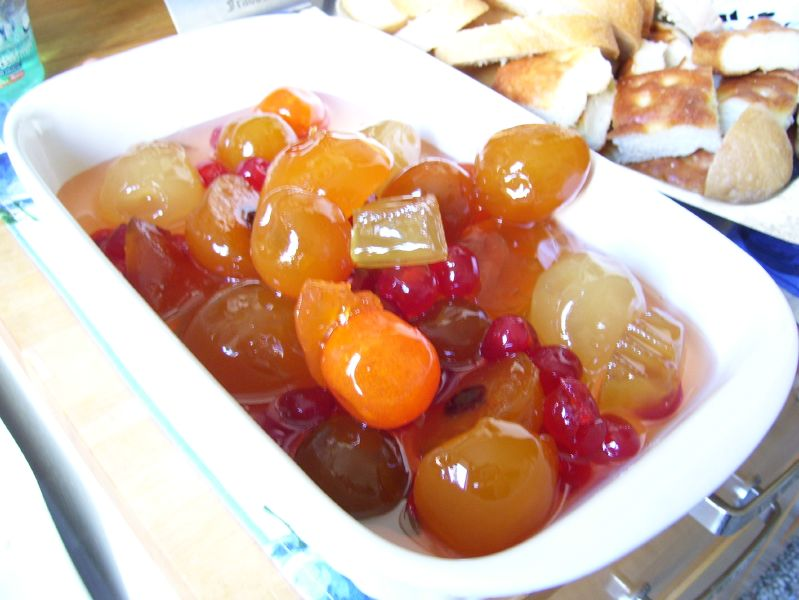
مسطردة دي كريمونا

- تشاو تشاو – مصنوع من الملفوف، يحظى هذا المقبّل الحلو بشعبية في جنوب الولايات المتحدة وغالبًا ما يُؤكل مع صحن من حبوب بينتو.
- تشاتني (صلصة)
- التوت البري الأحمر
- ويكلا (Ćwikła) – نكهة البنجر البولندي
- الشبت
- مخللات مشكلة
- المسطردة
- ليوتينيكا
- بيكليلي
- الملفوف المخلل
- صلصة التارتار
- توتشي (توش)
- زاكيسكا (مرطبات)